# 8e eeuw v.Chr.
De 8e eeuw v.Chr. (van de christelijke jaartelling) is de 8e periode van 100 jaar, dus bestaande uit de jaren 800 tot en met 701 v.Chr. De 8e eeuw v.Chr. behoort tot het 1e millennium v.Chr.

## Belangrijke gebeurtenissen

#### Griekenland
- Begin van de Archaïsche periode in de Griekse geschiedenis.
- Griekse kolonisatie. Grieken afkomstig van Euboia koloniseren het eiland Ischia, dat ze Pithekoussai; "Apeneiland" noemen. Vanuit het eiland wordt handel gedreven met Carthagers, Syriërs en Etrusken. Vooral impasto, terracotta en later bucchero (aardewerk) zijn vermaarde handelsproducten van de Grieken, die via het eiland worden verspreid.
- Magna Graecia zijn de Griekse kolonies in het zuiden van Italië (Cumae, Parthenope, en Sicilië (Messina.
- Homerus dicht de Ilias en de Odyssee.

### Europa
- Hallstattcultuur. In West-Europa begint de ijzertijd en start een nieuwe periode in onze westerse geschiedenis, de klassieke oudheid. De Keltische cultuur doet zich opmerken in de manier waarop de doden worden verzorgd en begraven.
- Villanovacultuur. Dit is de vroegste fase van de Etruskische beschaving.
- 800 v.Chr. Opkomst van de Etruskische beschaving

### Midden-Oosten
Vanuit het zuiden van het Arabisch schiereiland ontwikkelen de Arabieren de Wierookroute door de Grote Arabische Woestijn naar Mesopotamië en de Levant.
Mesopotamië
- 745-722 v.Chr. : Onder Tiglat-Pileser III wordt Assyrië een centraal geleide staat: de strijdtroepen vormen één leger en alle beslissingen worden op één plaats genomen. De macht van de Hettieten en de Feniciërs wordt ingeperkt. Campagnes naar Egypte vinden plaats en sommige zijn succesvol. De Akkadisch-sprekende stadstaat Aššur breidt geleidelijk zijn gezag uit over een platteland dat nu goeddeels Aramees spreekt. Uiteindelijk zou echter de laatste taal wel zegevieren.
- 714 v.Chr. : Sargon II verslaat koning Rusa I van Urartu.
- 710 v.Chr. : Sargon II verslaat Marduk-apla-iddina II van Babylonië.
- 709 v.Chr. : De zeven koningen van Cyprus erkennen het gezag van Sargon II en betalen hem tribuut.
- 708 v.Chr. : Sargon II verovert Kummuh (Zuidoost-Anatolië)
- 705 v.Chr. : Sargon II sterft, hij wordt opgevolgd door zijn zoon Sanherib.
- 703-702 v.Chr : Marduk-apla-iddina II slaagt erin zijn troon te heroveren.

Egypte
- 732 v.Chr. : Piye, koning van Koesj verovert Opper-Egypte en sticht de 25e dynastie van Egypte.

<< · 799-790 · 789-780 · 779-770 · 769-760 · 759-750 · 749-740 · 739-730 · 729-720 · 719-710 · 709-700 · >>
<< · 10e · 9e · 8e · 7e · 6e · 5e · 4e · 3e · 2e · 1e · >>